# Canottaggio ai XVI Giochi paralimpici estivi - Singolo maschile
Le gare  di canottaggio singolo maschile ai XVI Giochi paralimpici estivi si sono svolta dal 27 al 29 agosto 2021 presso il Sea Forest Waterway di Tokyo. Alla competizione hanno partecipato 12 atleti provenienti da altrettanti Paesi. 

## Risultati
Tutti i tempi sono espressi in minuti.

### Batterie
Entrambe le batterie sono state disputate il 27 agosto 2021. I primi atleti classificati di ciascuna batteria hanno avuto accesso alla finale A, gli altri hanno disputato una gara di ripescaggio ciascuno.

#### Batteria 1
| Pos. | Atleta               | Nazione   | Tempo    | Note |
| ---- | -------------------- | --------- | -------- | ---- |
| 1    | René Campos Pereira  | Brasile   | 9:57,59  | FA   |
| 2    | Erik Horrie          | Australia | 10:32,92 | R    |
| 3    | Javier Reja Muñoz    | Spagna    | 10:38,83 | R    |
| 4    | Aleksey Chuvashev    | RPC       | 10:45,64 | R    |
| 5    | Marcus Klemp         | Germania  | 11:10,97 | R    |
| 6    | Michel Muñoz Malagón | Messico   | 11:39,88 | R    |

#### Batteria 2
| Pos. | Atleta             | Nazione       | Tempo    | Note |
| ---- | ------------------ | ------------- | -------- | ---- |
| 1    | Roman Polianskyi   | Ucraina       | 9:56,47  | FA   |
| 2    | Benjamin Pritchard | Gran Bretagna | 10:12,24 | R    |
| 3    | Shmuel Daniel      | Israele       | 10:22,90 | R    |
| 4    | Kingsley Ijomah    | Nigeria       | 11:50,87 | R    |
| 5    | Blake Haxton       | Stati Uniti   | 12:03,03 | R    |
| 6    | Mahesh Jayakodi    | Sri Lanka     | 12:16,80 | R    |

### Ripescaggi
Entrambe le gare si sono svolte il 28 agosto 2021. I prime due classificati di ciascun ripescaggio hanno avuto accesso alla finale A, le altre alla finale B.

#### Ripescaggio 1
| Pos. | Atleta               | Nazione   | Tempo    | Note |
| ---- | -------------------- | --------- | -------- | ---- |
| 1    | Erik Horrie          | Australia | 9:20,61  | FA   |
| 2    | Shmuel Daniel        | Israele   | 9:28,78  | FA   |
| 3    | Marcus Klemp         | Germania  | 9:40,05  | FB   |
| 4    | Michel Muñoz Malagón | Messico   | 10:16,31 | FB   |
| 5    | Kingsley Ijomah      | Nigeria   | 11:15,07 | FB   |

#### Ripescaggio 2
| Pos. | Atleta             | Nazione       | Tempo    | Note |
| ---- | ------------------ | ------------- | -------- | ---- |
| 1    | Benjamin Pritchard | Gran Bretagna | 9:14,61  | FA   |
| 2    | Javier Reja Muñoz  | Spagna        | 9:33,42  | FA   |
| 3    | Aleksey Chuvashev  | RPC           | 9:47,56  | FB   |
| 4    | Blake Haxton       | Stati Uniti   | 10:28,82 | FB   |
| 5    | Mahesh Jayakodi    | Sri Lanka     | 11:21,31 | FB   |

### Finali
Le gare sono state disputate il 29 agosto 2021.

#### Finale A
| Pos.    | Atleta              | Nazione       | Tempo    | Note |
| ------- | ------------------- | ------------- | -------- | ---- |
| Oro     | Roman Polianskyi    | Ucraina       | 9:48,78  |      |
| Argento | Erik Horrie         | Australia     | 10:00,82 |      |
| Bronzo  | René Campos Pereira | Brasile       | 10:03,54 |      |
| 4       | Javier Reja Muñoz   | Spagna        | 10:06,73 |      |
| 5       | Benjamin Pritchard  | Gran Bretagna | 10:06,95 |      |
| 6       | Shmuel Daniel       | Israele       | 10:23,02 |      |

#### Finale B
| Pos. | Atleta               | Nazione     | Tempo    | Note |
| ---- | -------------------- | ----------- | -------- | ---- |
| 7    | Aleksey Chuvashev    | RPC         | 10:26,99 |      |
| 8    | Marcus Klemp         | Germania    | 10:32,27 |      |
| 9    | Michel Muñoz Malagón | Messico     | 11:25,84 |      |
| 10   | Blake Haxton         | Stati Uniti | 11:40,29 |      |
| 11   | Kingsley Ijomah      | Nigeria     | 12:10,51 |      |
| 12   | Mahesh Jayakodi      | Sri Lanka   | 13:12,33 |      |